# Washington Reis
Pour les articles homonymes, voir Reis.
Washington Reis de Oliveira, ou tout simplement Washington Reis, né le 5 avril 1967 , est un homme politique et homme d'affaires brésilien dans le domaine du football. Il est l'actuel maire de Duque de Caxias depuis 2017, ayant déjà occupé le poste entre 2005 et 2008, après avoir remporté les élections municipales de 2016 avec 54,18% des suffrages valables. Il est né à Xerém, le 4ème arrondissement de la municipalité, et il y vit aujourd'hui. Il était député fédéral de la PMDB à Rio de Janeiro et directeur exécutif d'Esporte Clube Tigres do Brasil. Il est également président d'honneur du Duque de Caxias Futebol Clube. Il est marié et père de trois enfants.

## Biographie
Il est un chrétien évangélique, étant membre de l'Assemblée évangélique de l'Assemblée de Dieu,.
Sa carrière politique est fulgurante. En 1992, âgé de seulement 25 ans, Washington Reis a commencé sa carrière en remportant les élections au poste de conseiller du PSB. En 1994, il est devenu député d'État au COPS, et il a été réélu en 1998 ainsi qu'en 2002, restant ainsi en fonction jusqu'aux élections de 2004. durant cette année, il a remporté les élections à la mairie de Duque de Caxias, par la PMDB, jusqu'en 2008.